# 菅沼定実
菅沼 定実（すがぬま さだざね）は、江戸時代前期の交代寄合。通称は主水。三河国新城領初代領主。摂津守。

## 略歴
丹波国亀山藩主・菅沼定芳の子として誕生。母は父の継室三次一任の養女（一任の孫娘）。始め定治とも。菅沼定昭の異母弟。
丹波亀山では、総石4万1,100石から2,000石を分給されていたが、異母弟・定賞へも1,100石を分与されている。
正保4年9月21日（1647年10月18日）、藩主である長兄・菅沼定昭が死去。兄に嗣子は無く、また定実ら弟達も兄の継嗣と登録されていなかったため、菅沼氏は一旦無嗣改易とされる。
のちに、徳川家康を支え続けた祖父の菅沼定盈の功績を認めた幕府から、特別の計らいを受ける。定実は幕府から改めて1万石を拝領。封地は祖先に縁ある三河国設楽郡新城と定められた。この1万石ならば大名であるところを7,000石のみ自領とし、残り3,000石を弟の定賞に分知。交代寄合となった。
縁故の吉田藩主小笠原家の茶道指南であった山田宗徧から宗徧流の茶道を学び、宗徧から四方庵の庵号を譲られるほど精通し、茶人としても知られた。新城陣屋内および菩提寺に、茶室を設えた。
新城に封された定実は風流を愛する人物だった模様で、新城城に近い豊川の畔に桜の木を植えさせている。それが現代では桜淵公園として、奥三河の桜の名所として知られるようになっている。